# Para zakochanych
Para zakochanych (hol. Wandelend paar (fragment), ang. Two Lovers (Fragment)) – obraz Vincenta van Gogha namalowany w marcu 1888 podczas pobytu artysty w miejscowości Arles.
Nr kat.: F 544, JH 1369.

## Historia

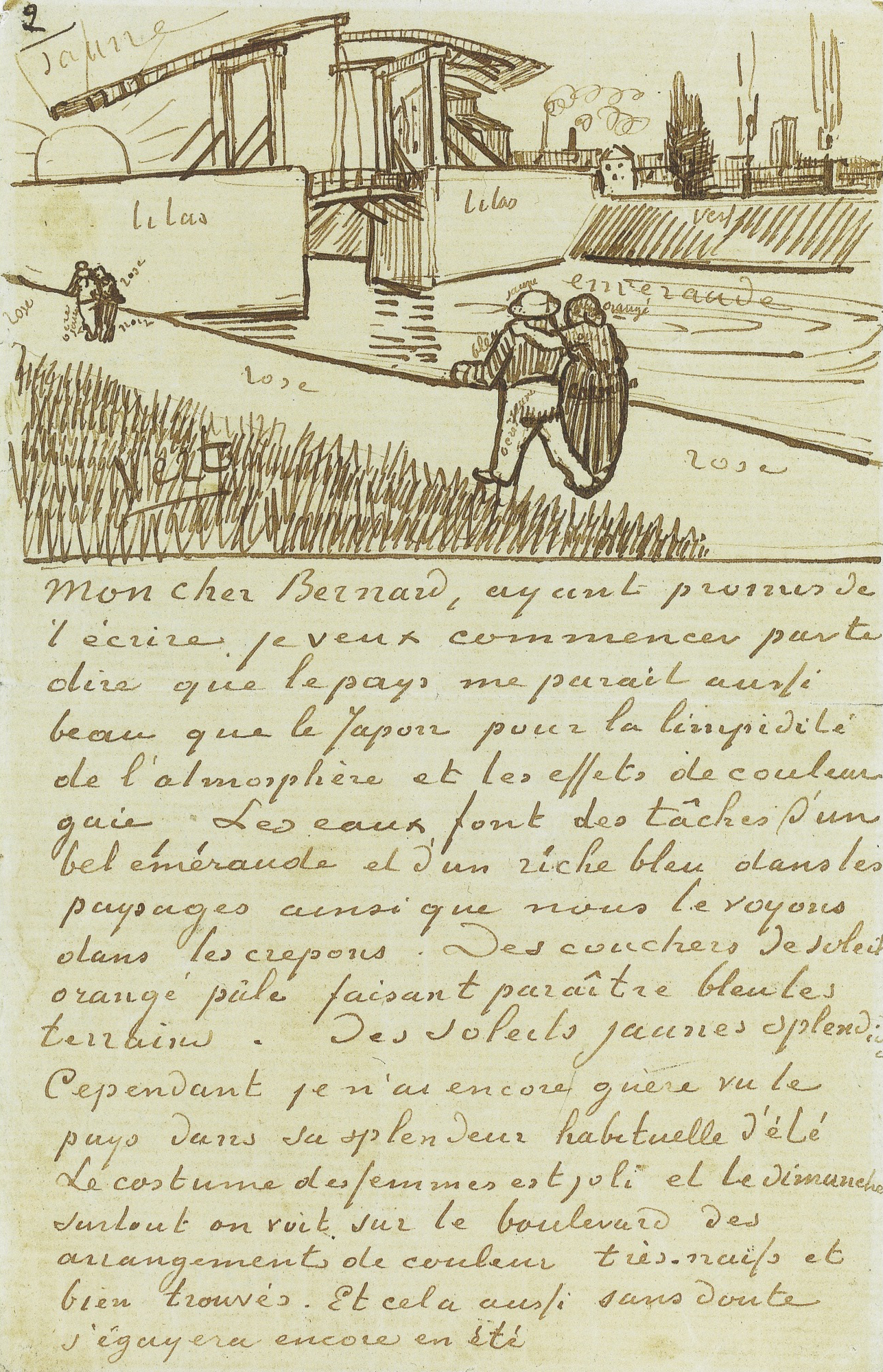
Szkic mostu z listu do Émila Bernarda z 18 marca 1888, Pierpont Morgan Library, Nowy Jork

18 marca 1888 van Gogh w listach do Émile’a Bernarda i brata Theo wspomina o pracy nad nowym obrazem, przedstawiającym żeglarzy idących do miasta razem ze swymi dziewczynami.
Na górze listu załączam Ci mały szkic studium, z którym próbuję coś zrobić – żeglarze idący ze swymi sympatiami do miasta, które jest ukazane z dziwną sylwetką jego mostu zwodzonego na tle ogromnego, dużego słońca.
Pracowałem w domu nad studium, z którego zrobiłem szkic w liście do Bernarda. Chciałem dać mu kolory na wzór witrażu i [zrobić] dobry solidny rysunek.
24 marca natomiast w liście do brata stwierdził, że obraz zniszczył i rozpoczął pracę nad następnym:
Miałem komplikacje z zachodem słońca z figurami i mostem, o czym powiedziałem Bernardowi. Zła pogoda uniemożliwiła mi pracę na miejscu, wszystko zniszczyłem, gdy próbowałem skończyć to w domu. Tak więc niezwłocznie zacząłem ten sam temat na drugim płótnie, ale, jako że pogoda jest zupełnie inna, [będzie to] w szarych odcieniach, bez postaci [ludzkich].
Nic więcej nie wiadomo o tym obrazie, z którego zachował się tylko fragment, znany jako "Para zakochanych" ("The Lovers"); znajduje się on obecnie w prywatnej kolekcji. Zachowanie obrazu we fragmencie jest czymś całkowicie wyjątkowym w twórczości van Gogha, który miał zwyczaj zeskrobywać farbę z płócien uważanych za nieudane i używać ich ponownie.  
Aż do 1911 nieznane są dzieje obrazu. 8 lipca 1911 został on wystawiony na sprzedaż w Paryżu przez niejakiego Henry Bernsteina. Nie wiadomo, w jaki sposób obraz znalazł się w Paryżu i dlaczego zachował się tylko we fragmencie. Van Gogh we wspomnianym liście do brata z 24 marca stwierdza, że od razu, tego samego popołudnia zaczął malować nowy obraz w oparciu o ten sam temat (Most Langlois w Arles z drogą wzdłuż kanału), powstaje więc pytanie, dlaczego nie zeskrobał farby z nieudanego płótna i nie wykorzystał go powtórnie. Być może ktoś inny znalazł zniszczone dzieło van Gogha i uratował fragment. Mógł to być duński malarz Mourier Petersen, który gościł wtedy u van Gogha i był zafascynowany jego twórczością.
Temat fragmentu również jest interesujący. Van Gogh często umieszczał pary kochanków w swoich obrazach; być może tu widział siebie samego jako żeglarza ze swą ukochaną objętą ramieniem. Doskwierała mu wówczas samotność, był izolowany i jak się wydaje raczej źle traktowany przez lokalną społeczność. Jako cudzoziemiec był przyjmowany podejrzliwie. Do tego doszły problemy językowe – lokalny dialekt był dla van Gogha trudno zrozumiały.
Również technika zachowanego fragmentu jest inna, niż następnego namalowanego obrazu (Most Langlois w Arles z drogą wzdłuż kanału): mało w nim impastu w czystych kolorach, charakterystycznego dla wielu obrazów van Gogha; zachowany fragment wydaje się płaski i mdły w tonacji.
Problemem są też wymiary obrazu: 32.5 x 23 cm. Ponieważ van Gogh miał zwyczaj stosować do malowania zaplanowanej serii ten rozmiar płótna, można zakładać, że pierwotny wymiar obrazu miałby taki sam, jak następnego, tj. 59,5 x 74 cm. Oznacza to, że szkic z listu do Bernarda musiał różnić się co do proporcji od namalowanego obrazu, który musiał być wyższy lub węższy, żeby zmieścić parę w ramach.